# Mémorial national irlandais de la Guerre
 (juin 2015).
Si vous disposez d'ouvrages ou d'articles de référence ou si vous connaissez des sites web de qualité traitant du thème abordé ici, merci de compléter l'article en donnant les références utiles à sa vérifiabilité et en les liant à la section « Notes et références ».
Le Mémorial national irlandais de la Guerre est situé dans le jardin d'Islandbridge, à Dublin en Irlande. Il honore la mémoire des soldats irlandais morts pendant la Première Guerre mondiale engagés dans les armées britannique, canadienne, australienne, néo-zélandaise, sud-africaine et américaine.

## Historique
L'idée de construire un mémorial en Irlande vit le jour en 1919, un comité pour son érection fut créé en 1924. Les hésitations et l'hostilité de certains retardèrent la réalisation du projet qui ne fut terminé qu'en 1938.

## Caractéristiques
L'architecte du mémorial fut Edwin Lutyens qui construisit les différents éléments du mémorial dans un jardin. Deux pavillons de style néo-classique sont séparés par une pergolas au-delà de laquelle est dressé un obélisque. Une pierre du souvenir et la croix du sacrifice viennent compléter l'ornementation. Devant les deux pavillons, autour d'un bassin circulaire a été aménagée une roseraie.